# Saint-Martin-du-Bois
Saint-Martin-du-Bois è un comune francese di 825 abitanti situato nel dipartimento della Gironda nella regione della Nuova Aquitania.

## Società

### Evoluzione demografica
Abitanti censiti